# 抓狂管訓班
《抓狂管訓班》（英語：Anger Management）是一部2003年美國喜劇電影，由彼得·西格尔執導，大衛·S·多佛曼編劇，傑克·吉爾拉普托和巴利·柏納帝擔任製片人。本片由亞當·山德勒和杰克·尼科尔森主演，瑪麗莎·托梅、路易·古茲曼、伍迪·哈里森和約翰·特托羅擔任配角，講述了一名商人被判以非常規方法接受著名治療師指導的抓狂管訓計畫的故事。《抓狂管訓班》由哥倫比亞影業於2003年4月11日在美國上映。該片獲得的評論褒貶不一，預算為0.75亿美元，票房收入為1.95億美元。

## 劇情
1978年，布鲁克林区，小男孩戴夫·巴兹尼克正准备体验初吻，却被当地恶霸阿尼·尚克曼突然脱下裤子和内裤羞辱。
25年后，戴夫为一个不尊重人的老板弗兰克做秘书。戴夫受尽欺凌的创伤使他不敢在公共场合表达爱意，比如亲吻女友琳达。自戀的同事安德鲁则加剧了他的问题，安德鲁是琳达的密友，想要重燃他们之间的浪漫关系。
一次坐飞机的时候，戴夫受到空服員的無禮對待後發了脾氣，儘管很輕微，但还是遭到空中警察电击。他因“袭击”空中乘务员被捕，判处加入巴迪·赖德尔医生的抓狂管訓班。戴夫在抵挡一名盲人的手杖时不小心打断了一名女服务员的鼻子，他的课程被延长至30天。
巴迪对戴夫实施了“激进的全天候治疗”，与他同住，还陪伴他工作。某天，巴迪惊悉“天赋异禀”的安德鲁与琳达的友谊。然而，看到琳达的照片后，巴迪立刻就被她迷住了，惹恼了戴夫。
戴夫被迫与一个名叫加拉克西娅的变装妓女一同乘车。他拒绝与加拉克西娅发生性关系，于是巴迪告诉戴夫，他已经知道了什么叫做正当的愤怒。
在一家酒吧里，巴迪叫戴夫對一位名叫肯德拉的女人說令人討厭的搭訕話，想要讓戴夫變得更有自信。成功后，巴迪离开了。戴夫回到肯德拉家，以便用电话与巴迪取得联系。肯德拉想要勾引戴夫，但戴夫因为琳达的缘故拒绝了，于是被赶了出来。巴迪说肯德拉其实是个演员，一切都是恶作剧，但他确实告诉了琳达戴夫和另一个女人在一起。
为了增强戴夫的自信心，巴迪安排他去报复已经出家的阿尼·尚克曼。阿尼表示了歉意，但一想起亲吻事件就哈哈大笑。巴迪和一开始犹豫不决的戴夫向阿尼挑衅，谎称戴夫猥褻了阿尼患有精神病的姊姊。一场打斗随即展开，击败阿尼后，两人逃之夭夭，戴夫很高兴自己报了仇。
琳达告诉戴夫，她同意听从巴迪的建议，两人试行分居；巴迪向戴夫解释，这是给他时间改善自己的行为。戴夫得知巴迪正在和琳达约会后殴打了他，于是戴夫再度回到法庭，巴迪对他下达了限制令。戴夫回到公司，得知弗兰克将安德鲁提拔到了他所期望的职位上，顿时怒火中烧。他一拳打在安德鲁脸上，用高尔夫球杆砸毁了弗兰克的办公室。
戴夫从安德鲁口中得知巴迪带琳达去看紐約洋基的比赛，他以为巴迪想偷他求婚的点子，于是飞奔到体育场。戴夫发现一个名叫加里的安保人员就是之前的加拉克西娅。加里让戴夫进入球场，但戴夫最终还是被保安抓住，不过纽约市长魯迪·朱利安尼命令他们允许戴夫讲话。戴夫公开宣布愿意做出改变，琳达被感动了。应琳达的请求，戴夫当着众人的面亲吻了她，而琳达也接受了他的求婚。琳达随后透露，这场比赛是他治疗的最后阶段，并解释说他所受的委屈都是她和巴迪策划的。她还说，大多数参与其中的人都曾参与过巴迪的计划。

## 演员
- 亞當·山德勒 饰 “戴夫”戴维·巴兹尼克
  - 喬納森·奧塞爾 饰 年幼的戴维·巴兹尼克
- 杰克·尼科尔森 饰 巴迪·赖德尔医生
- 瑪麗莎·托梅 饰 琳达
- 路易·古茲曼 饰 卢
- 喬納森·勞克蘭（英语：Jonathan Loughran） 饰 内特
- 庫爾特·富勒（英语：Kurt Fuller） 饰 弗兰克·黑德
- 克丽丝塔·艾伦 饰 斯泰茜
- 詹纽瑞·琼斯 饰 吉娜
- 柯林·布雷克（英语：Clint Black） 饰 按摩師
- 約翰·特托羅 饰 查克
- 琳恩·瑟格本（英语：Lynne Thigpen） 饰 布伦达·丹尼尔斯法官
  - 這部電影是瑟格本的最後一部電影。她在電影上映前一個月去世；這部電影紀念了她。
- 伍迪·哈里森 饰 妓女加拉克西娅/保安加里
- 凱文·尼龍 饰 戴夫的律师萨姆
- 艾倫·卡瓦特（英语：Allen Covert） 饰 安德鲁
- 南希·卡雷尔（英语：Nancy Carell） 饰 空中乘务员帕蒂
- 约翰·C·赖利 饰 老僧阿尼·尚克曼（未署名）
  - 艾倫·詹姆斯·摩根 饰 年幼的阿尼·尚克曼
- 海瑟·葛拉罕 饰 肯德拉（未署名）
- 哈里·迪恩·斯坦頓 饰 盲人（未署名）
- 伊薩克·C·辛格頓（英语：Isaac C. Singleton Jr.） 饰 空中警察
- 斯蒂芬·鄧納姆（英语：Stephen Dunham） 饰 侍者領班
- 科迪·阿倫斯（英语：Cody Arens） 饰 洋基球場男孩

还有幾個人以自己的身分出現，例如：
- 約翰·麥肯羅
- 德瑞克·基特
- 羅伯特·麥瑞爾（英语：Robert Merrill）
- 鮑伯·謝帕德
- 茱蒂絲·內森（英语：Judith Nathan）
- 鲍勃·奈特
- 羅傑·克萊門斯
- 魯迪·朱利安尼

## 反响

### 票房
《抓狂管訓班》在2003年4月11日至13日的首周末票房排名第一，收入4,220萬美元。該片超越《冒牌老爸》和《蝙蝠俠》，成為亞當·山德勒電影和杰克·尼科尔森電影中首映週末票房最高的電影。該片還擊敗了《魔蝎大帝》，創造了四月首映週末最高票房紀錄。該片在美國的總票房為1.356億美元，全球總票房為1.957億美元。

### 评价
在爛番茄上，基於192條評論，本片獲得了42%的支持率，平均得分為5.1/10，共識為“虽说並非沒有有趣的時刻，《抓狂管訓班》终归是陳舊的令人失望的單調，尤其是考慮到其強大的演員陣容。”在Metacritic上，根據39名影評人的評分，這部電影的加權平均分為52分（滿分100分），表示「評論褒貶不一」。影院评分調查的觀眾給這部電影的平均評分是「B」（最高A+最低F）。
《芝加哥太陽報》的罗杰·埃伯特寫道：“這個概念很受啟發，但執行起来卻很蹩腳。《抓狂管訓班》這部電影本來可以是亞當·山德勒最好的電影之一，但卻成為杰克·尼科尔森最糟糕的電影之一。”《帝國》雜誌的卡罗琳·韦斯特布鲁克認為「如有更好的劇本和對其他演員的更多關注将會对本片有所幫助，但就目前情況而言，這仍然是自《婚禮歌手》以來最好的亞當·山德勒喜劇。”

### 荣誉
| 年份 | 奖项         | 类别             | 人物          | 结果 |
| ---- | ------------ | ---------------- | ------------- | ---- |
| 2003 | 青少年选择奖 | 最佳喜剧片       |               | 提名 |
| 2003 | 青少年选择奖 | 最佳喜剧片男演员 | 亞當·山德勒   | 提名 |
| 2003 | 青少年选择奖 | 最佳電影怒火戲   | 亞當·山德勒   | 獲獎 |
| 2003 | 青少年选择奖 | 最佳電影怒火戲   | 杰克·尼科尔森 | 提名 |
| 2004 | MTV影視大獎  | 最佳客串         | 約翰·馬克安諾 | 提名 |

## 電視劇改編
根據該電影改編的電視劇於2012年6月28日首播，由查理·辛主演，飾演原杰克·尼科尔森的角色；該劇是辛自2011年3月7日被CBS熱門情境喜劇《好汉两个半》解僱後首次出演角色，時隔八季。該劇由電影製片人喬·羅斯製作，在美国FX、加拿大CTV和拉丁美洲TBS播出兩季，共100集，之後被取消。